# Conférence de Mons (11 novembre 1917)
La Conférence de Mons du 11 novembre 1917 est une réunion stratégique tenue au Quartier Général du Prince Rupprecht de Bavière, alors installé à Mons.

## Contexte
Durant l'automne 1917, en dépit des succès militaires des puissances centrales, leurs armées ne semblent plus en mesure de s'imposer face aux armées alliées. 

### Des symptômes de dissolution de l'armée
Durant l'année 1917, les civils comme les militaires prennent progressivement conscience de l'existence d'un hiatus entre le moral de l'armée et celui de l'arrière : ainsi, au cours de l'année, les refus de monter en ligne se multiplient, s'ajoutant aux désertions qui commencent à prendre une grande ampleur.

### Lassitude à l'arrière
Dans le même temps, l'arrière connaît aussi une crise de morale. 
Cette crise, alors souterraine, connaît une explosion lors de la grève dans les usines d'armement de janvier 1918.

## Participants
Sous la présidence de Guillaume II, commandant en chef de l'armée allemande, cette conférence réunit les Dioscures, Paul von Hindenburg et Erich Ludendorff, premier quartier-maître général,. 
Assistent également à cette conférence le Kronprinz impérial, Guillaume, et le Kronprinz bavarois, Rupprecht, responsables l'un comme l'autre de deux des principaux groupes d'armées alors déployés à l'Ouest.

## Décisions

### Course contre la montre
Les responsables allemands de la conduite de la guerre prennent conscience, à ce moment du conflit, de la nécessité de rapidement obtenir une victoire par les armes face aux Alliés alors renforcés par l'arrivée massive de soldats américains en France.

### Stratégie militaire
Les participants à la conférence se proposent d'adopter une stratégie visant à multiplier les coups de boutoir face aux positions alliées lors du printemps 1918. Plusieurs options sont étudiées par les participants : une attaque contre Verdun, conformément à la stratégie du Kronprinz impérial, ou une attaque en Flandres, selon le souhait du Kronprinz bavarois. 
Ludendorff impose à ses interlocuteurs, notamment à l'empereur Guillaume, mal informé sur la situation réelle du Reich et de ses alliés, une planification stratégique pour le premier semestre 1918, dont chaque moment est perçu comme décisif par l'empereur et ses collaborateurs. Le premier quartier maître général tranche alors en faveur d'une attaque dans le Sud de la Flandre, à la jonction des fronts britanniques et français.